# I'm a Man (Bo Diddley)
I'm a Man è un brano musicale rhythm and blues di Bo Diddley del 1955, considerato uno standard del genere.
Ispirato a un precedente pezzo blues, divenne un successo da primo posto nella classifica R&B statunitense. I'm a Man è stata reinterpretata da una grande varietà di artisti, inclusi gli Yardbirds che con la loro versione ebbero un successo da diciassettesimo posto in classifica negli Stati Uniti nel 1965.

## Il brano
I'm a Man venne pubblicata su Bo Diddley/I'm a Man, singolo di debutto dell'artista datato aprile 1955. Il singolo divenne un successo da primo posto in classifica nella Billboard R&B Chart. I'm a Man si ispira al brano Hoochie Coochie Man del 1954 di Muddy Waters, scritto da Willie Dixon. Dopo la pubblicazione della canzone di Diddley, nel maggio 1955 Waters scrisse una "canzone-risposta" a I'm a Man, intitolata Mannish Boy, un gioco di parole circa la giovane età di Bo Diddley in relazione alla tematica da "macho" della sua composizione.
A supportare Diddley (voce e chitarra) nell'incisione ci sono Billy Boy Arnold (armonica a bocca), Otis Spann (pianoforte), Jerome Green (maracas), Willie Dixon (contrabbasso), e Frank Kirkland o Clifton James (batteria). In un'intervista concessa alla rivista Rolling Stone, Bo Diddley raccontò che il brano necessitò parecchio tempo per la registrazione a causa della confusione nel coordinare il ritornello corale: «M ... A ... N». La canzone è inclusa in varie raccolte e compilation, incluse Bo Diddley (1958) e His Best (1997). Diddley la incise anche insieme a Muddy Waters e Little Walter per l'album del 1967 Super Blues.

## Tracce singolo
Checker – 814
1. Bo Diddley (Ellas McDaniel) - 2:30
2. I'm a Man (Ellas McDaniel) - 2:55

## Formazione
- Bo Diddley: voce e chitarra
- Billy Boy Arnold: armonica a bocca
- Otis Spann: pianoforte
- Jerome Green: maracas
- Willie Dixon: contrabbasso
- Frank Kirkland o Clifton James: batteria

## Cover

### Cover degli Yardbirds
Il gruppo blues rock britannico The Yardbirds registrò una versione live di I'm a Man per il disco Five Live Yardbirds con Eric Clapton nel 1964, che successivamente fu inclusa nel loro secondo album statunitense Having a Rave Up with The Yardbirds. Nel 1965 durante il primo tour della band negli Stati Uniti, gli Yardbirds con Jeff Beck alla chitarra, incisero una versione in studio di I'm a Man, anch'essa inclusa in Having a Rave Up. Pubblicata su 45 giri (lato B Still I'm Sad), la versione degli Yardbirds arrivò fino alla posizione numero 17 della classifica Billboard Hot 100 nel 1965. Diddley lodò la loro reinterpretazione e la definì "bellissima".

### Altre cover
- Nel 1967 Royal Guardsmen nell'album Return of the Red Baron.
- Nel 1967 The Litter su singolo.
- The Who registrarono una reinterpretazione del brano per il loro album di debutto My Generation, ma il pezzo non venne inserito nella versione statunitense dell'album, ed è quindi presente solo nella versione britannica.
- I Dr. Feelgood nel 1975 come B-side del singolo Back in the Night.
- Il gruppo grunge Dickless terminava abitualmente i propri concerti suonando I'm a Man[4] e la canzone fu il loro primo singolo su etichetta Sub Pop Records nel 1990.[5]
- Doug Sahm esegue la canzone nel film More American Graffiti del 1979.
- Tom Petty & the Heartbreakers dal vivo nel 2006 durante il tour "Highway Companion" e nel 2012; una versione dal tour del 2006 è stata inclusa nell'album The Live Anthology del 2009.

## Riconoscimenti
La versione originale di Bo Diddley di I'm a Man si è classificata alla posizione numero 369 nella lista "The 500 Greatest Songs of All Time" redatta dalla rivista Rolling Stone. Nel 2012, la canzone è stata inserita dalla Biblioteca del Congresso nel National Recording Registry come incisione "culturalmente, storicamente, o esteticamente rilevante". Nel 2018, I'm a Man è stata inserita nella Blues Hall of Fame della Blues Foundation.